# The Book of Masters
El Libro de los Maestros (en ruso: Книга Мастеров, en inglés: The Book of Masters) es una película de fantasía rusa producida por la división CIS de la compañía Disney, siendo primera película de Disney hecha en Rusia, y dirigida por Vadim Sokolovsky. Fue lanzado en Rusia el 29 de octubre de 2009. La historia está basada en cuentos de hadas rusos, como "La flor de piedra" y otras historias de la colección "La caja de malaquita".

## Reparto
- Mariya Andreeva como Katya
- Maxim Loktionov como Iván
- Irina Apeksimova como la condesa de piedra
- Arthur Smolyaninov como Iangul
- Valentin Gaft como el espejo mágico
- Leonid Kuravlev como propietario
- Olga Yergina como Clava
- Alexander Lenkov como el cortador de gemas principal del pueblo
- Liya Akhedzhakova como Baba Yaga
- Nikolay Yefremov como Cusma
- Mikhail Yefremov como el bogatyr
- Sergey Garmash como el caballo que habla
- Yekaterina Vilkova como la sirena
- Gosha Kutsenko como Koschei
- Olga Aroseva como la narradora

## Recepción crítica
Los críticos tienen diferentes opiniones sobre la película. La mayoría lo juzga por modernizar el antiguo folclore ruso, pero algunos episodios del guion se consideran bien hechos. También las reseñas críticas elogian a varios actores por su actuación. Estos actores son en su mayoría los que interpretaron personajes secundarios: Arthur Smolyaninov como Iangul, Valentin Gaft como el espejo, Sergey Garmash como el caballo parlante, etc.